# 運命の瞬間/そしてエイズは蔓延した
『運命の瞬間/そしてエイズは蔓延した』（うんめいのとき そしてエイズはまんえんした、And the Band Played On）は、1993年に製作されたテレビ映画。ロジャー・スポティスウッド監督作品。
原作は、ピューリッツァー賞を受賞したランディー・シルツの『And the Band Played On: Politics, People, and the AIDS Epidemic』。マシュー・モディーン主演。

## ストーリー
AIDSの流行初期、未知の感染症に挑む科学者たちの奮闘を描く。
1976年、ザイール。エボラ川近くの村に到着したアメリカの疫学者ドン・フランシスは、未知の感染症（後にエボラ出血熱と判明）の流行に直面する。
1981年、アメリカ。フランシスはロサンゼルス、ニューヨーク、サンフランシスコのゲイ男性の間で原因不明の病気による死者が増えていることに気づき、調査を始める。
資金も設備もない中、フランシスは政治家、医学者、ゲイの活動家らと接触する。フランシスはゲイたちの集まる浴場を閉鎖しようとして大きな抵抗を受けるが、ゲイであるクラウスはフランシスを支持する。やがてクラウスも感染し、足に肉腫ができる。
フランシスはこの病気がウイルスによる性感染症で血液を介して伝染することを突き止めるが、製薬会社の思惑などもあって受け入れられない。一方、死者は急速に増加していく。

## キャスト
※括弧内は日本語吹替
- ドン・フランシス - マシュー・モディーン（堀秀行）
- ジム・カラン - ソウル・ルビネック（若本規夫）
- メアリー・ガイナン - グレン・ヘドリー
- ハロルド・ジャフィ - チャールズ・マーティン・スミス（田原アルノ）
- ウィリアム・W・ダロー - リチャード・メイサー（島香裕）
- デイル・ローレンス - クリスチャン・クレメンソン（稲葉実）
- セルマ・ドリッツ - リリー・トムリン
- ロバート・ギャロ - アラン・アルダ（小島敏彦）
- リュック・モンタニエ - パトリック・ボーショー（糸博）
- フランソワーズ・バレ＝シヌシ - ナタリー・バイ
- マックス・エセックス - ピーター・マクロビー
- ビル・クラウス - イアン・マッケラン
- マーク・コナント - リチャード・ジェンキンス[1]（岸野一彦）
- キコ・ゴヴァンテス - B・D・ウォン
- ボビー・キャンベル - ドナル・ローグ
- エディ・パパザノ - フィル・コリンズ（沢木郁也）
- 振付師 - リチャード・ギア（堀之紀）
- 兄を亡くした男 - スティーヴ・マーティン（小島敏彦）
- ウィリー・ローゼンバーム - チェッキー・カリョ（西村知道）
- ベッツィ・ライツ - アンジェリカ・ヒューストン
- ゲータン・ドゥガ（患者0号） - ジェフリー・ノードリング
- チップ - ローレンス・モノソン（真地勇志）
- アンティークショップのオーナー - バッド・コート
- ジョンストン - デヴィッド・クレノン（若本規夫）
- ジョンストン夫人 - スージー・カーツ
- マーヴィン・シルヴァーマン - デヴィッド・デュークス（島香裕）
- デニス・ドナヒュー - ケン・ジェンキンス（島香裕）
- 血液銀行の役員 - クライド・クサツ（西村知道）
- 血友病患者の母親 - ローラ・イネス